# Kazachstán na Zimních olympijských hrách 1994
Kazachstán na Zimních olympijských hrách v roce 1994 zastupovalo 29 sportovců v 8 sportech.

## Medailisté
| Medaile | Jméno            | Sport         | Soutěž            |
| ------- | ---------------- | ------------- | ----------------- |
| Zlato   | Vladimir Smirnov | Běh na lyžích | Muži běh na 50 km |
| Stříbro | Vladimir Smirnov | Běh na lyžích | Muži skiatlon     |
| Stříbro | Vladimir Smirnov | Běh na lyžích | Muži běh na 10 km |